# Karl Stoerk

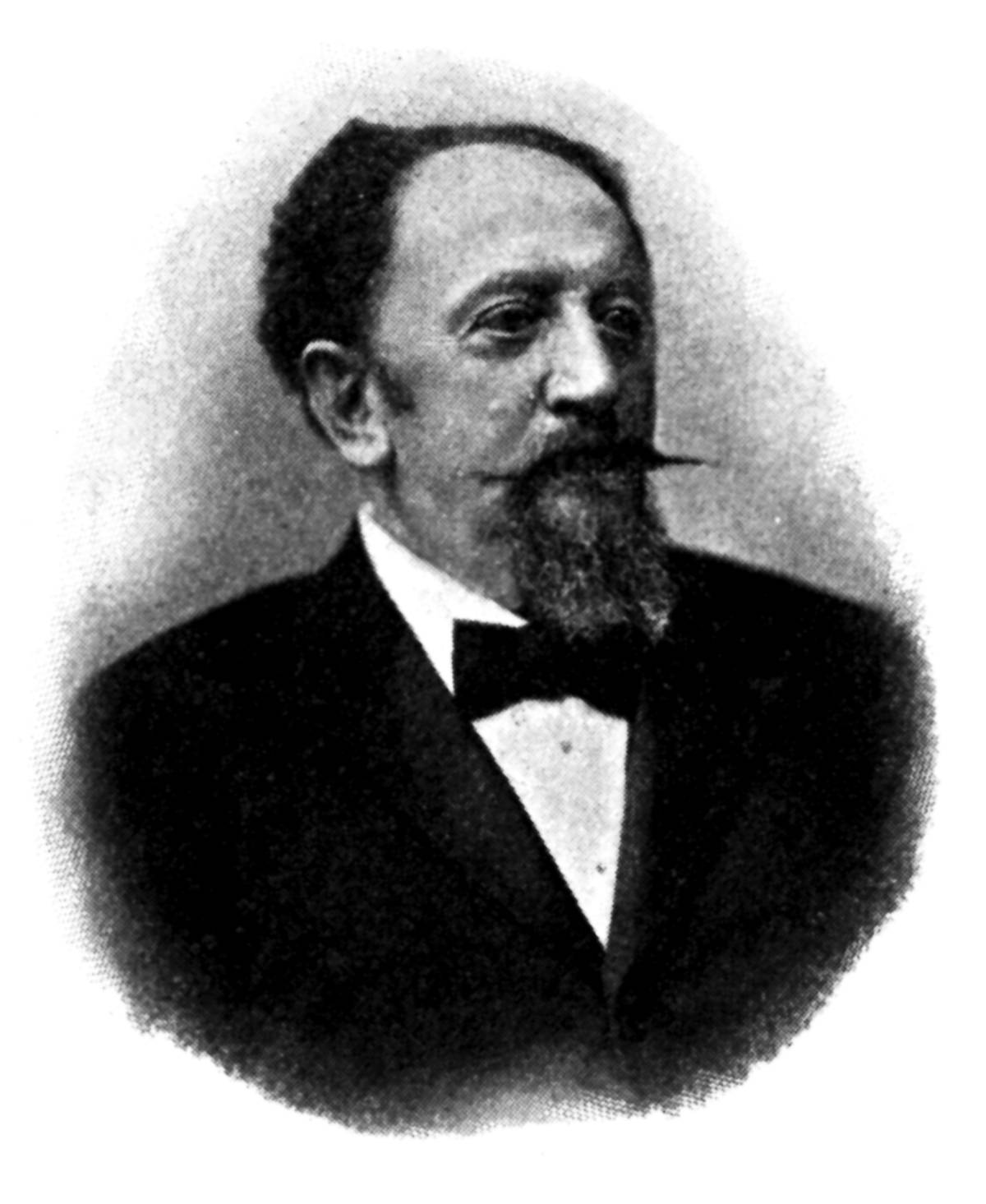
Karl Stoerk

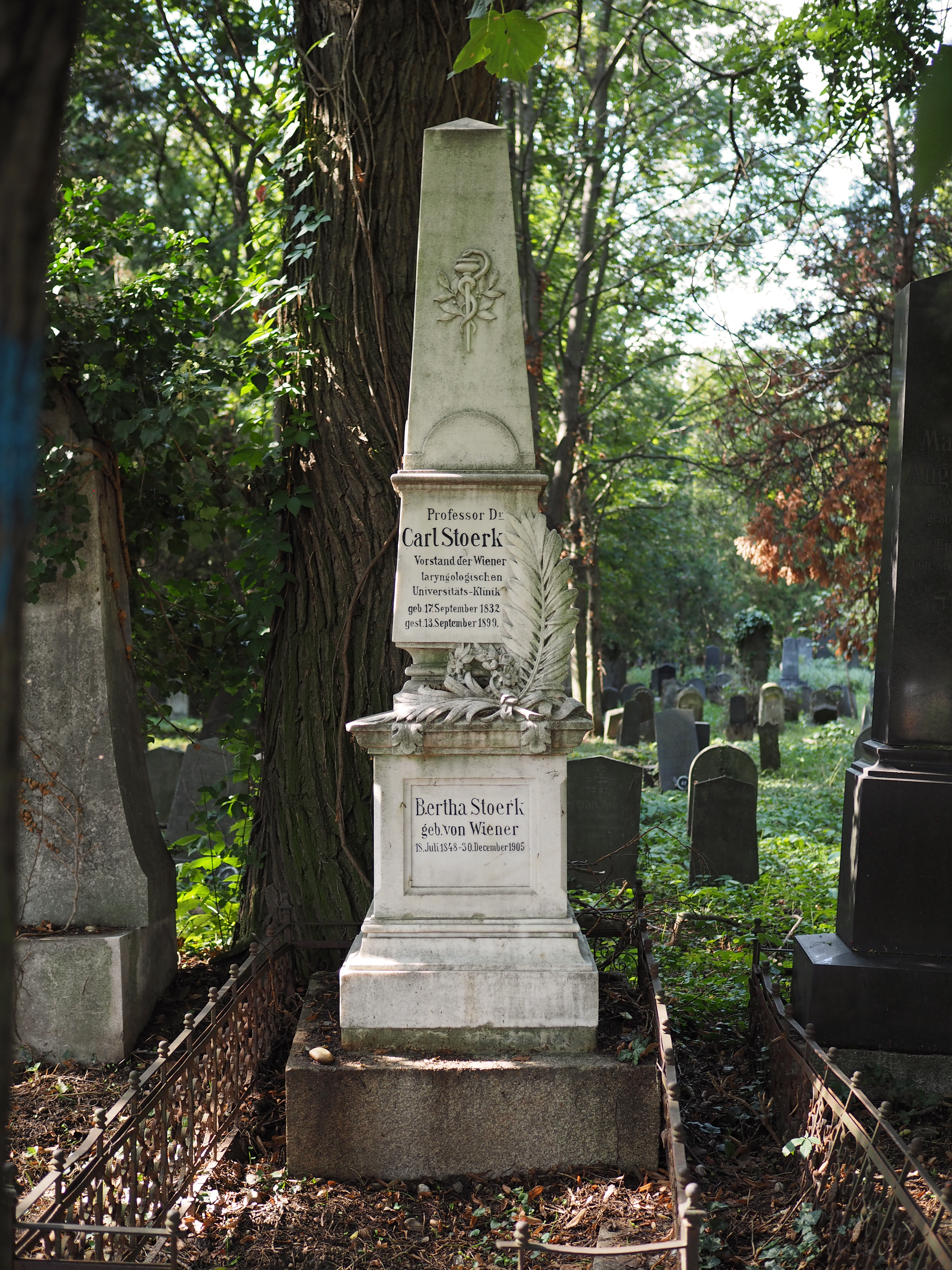
Grab von Karl Stoerk auf dem Wiener Zentralfriedhof

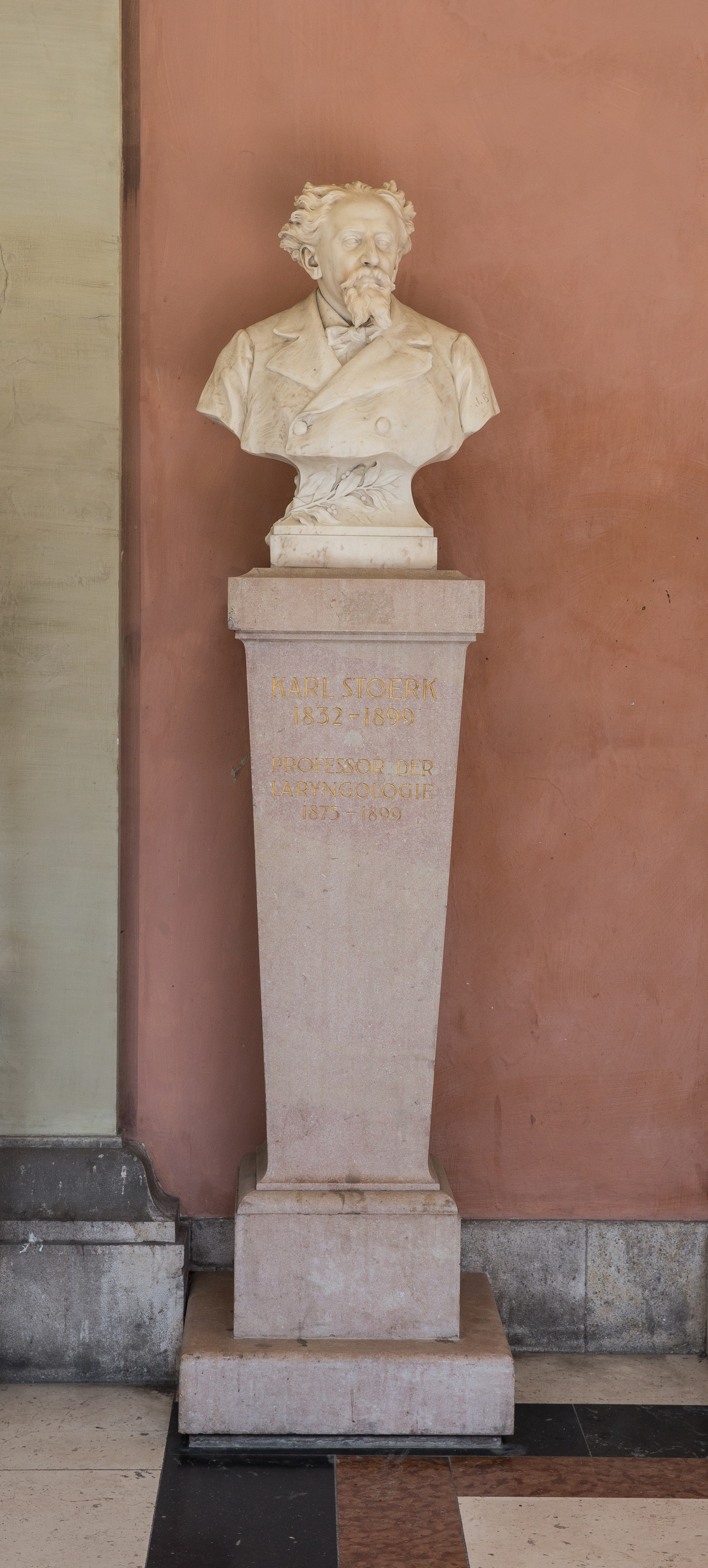
Denkmal von Karl Stoerk im Arkadenhof der Universität Wien

Karl Stoerk, auch Störk, Carl Stoerk, (* 17. September 1832 in Ofen, Kaisertum Österreich; † 13. September 1899 in Wien, Österreich-Ungarn) war ein österreichischer Laryngologe und der Bruder des Juristen Felix Stoerk.

## Leben
Karl Stoerk studierte Medizin an den Universitäten Prag sowie Wien und promovierte 1856. Anschließend war er Assistent bei Ludwig Türck, mit dem er das Laryngoskop entwickelte.
Im Jahr 1864 wurde er als erster Privatdozent für Laryngologie habilitiert. Elf Jahre später wurde er ordentlicher Professor an der Universität Wien, an der er die neu eingerichtete laryngologische Klinik leitete. 1888 wurde er Mitglied der Leopoldina.
Seine letzte Ruhestätte fand Karl Stoerk in der alten jüdischen Abteilung des Wiener Zentralfriedhofes (Tor 1, Gruppe 8, Reihe 62, Nr. 43).
Im Arkadenhof der Wiener Universität – der Ruhmeshalle der Universität – steht seit 1907 eine Büste Stoerks, geschaffen von Johannes Benk. Im Rahmen von „Säuberungen“ durch die Nationalsozialisten Anfang November 1938 wurden zehn Skulpturen jüdischer oder vermeintlich jüdischer Professoren im Arkadenhof im Zusammenhang der „Langemarck-Feier“ umgestürzt oder mit Farbe beschmiert. Bereits zu diesem Zeitpunkt hatte der kommissarische Rektor Fritz Knoll eine Überprüfung der Arkadenhof-Plastiken veranlasst; auf seine Weisung hin wurden fünfzehn Monumente entfernt und in ein Depot gelagert, darunter diejenige von Karl Stoerk. Nach Kriegsende wurden im Jahr 1947 alle beschädigten und entfernten Denkmäler wieder im Arkadenhof aufgestellt.

## Schriften
- Laryngoscopische Mittheilungen. Wien 1863
- Laryngoscopische Operationen. Wien 1870, zweite Auflage 1872
- Beiträge zur Heilung des Parenchym und Cystenkropfes. Erlangen 1874
- Mittheilungen über Asthma Bronchiale und die Mechanische Lungenbehandlung. Stuttgart 1875
- Klinik der Krankheiten des Kehlkopfes, der Nase und des Rachens. Stuttgart 1876–1880
- Sprechen und Singen. Wien 1881
- Die Erkrankungen der Nase, des Rachens und des Kehlkopfes. Wien 1895–1897